# Вилфредо Парето
Вилфредо Федерико Дамасо Парето (итал. Vilfredo Pareto; (рођено Wilfried Fritz Pareto) Париз, 15. јул 1848 — Ђенова, 19. август 1923) био је италијански инжењер, економиста, социолог, политиколог и филозоф.
Парето је рођен 15. јула 1848. у Паризу, а умро је 19. августа 1923. у околини Ђенове. Школовао се у Француској и Италији, а у Торину је стекао титулу инжењера.
Пред крај 19. века унапредио је математичку економију, а почетком 20. века микроекономску теорију, нарочито увођењем концепата ефикасности (види Паретова ефикасност) и ординалне корисности (корисност се не мери, већ упоређује). Утемељио је теорију благостања. Направио је неколико значајних доприноса и за економију, посебно у проучавању расподеле прихода и у анализи избора појединаца. Први је открио закономерну вероватност расподеле дохотка, па су дистрибуције вероватноће по њему назване „Паретове дистрибуције“. Касније је дао фундаменталне доприносе утемељењу социологије. Паретов принцип је добио име по њему и изграђен је на његовим опажањима, као на пример чињеница да је 80% земљишта у Италији у власништву 20% становништва. Неки га оптужују за блискост фашизму, што је тачно само у мери у којој је Мусолини у првим годинама своје власти користио неке шеме покојног Парета.

## Биографија
Парето је рођен 1848. године у једној племићкој породици (протераној из Ђенове у Паризу, центру популарних револуција те године. Његов отац, Рафаел Парето (1812—1882), био је италијански инжењер и лигуриански маркиз, који је напустио Италију исто као Ђузепе Мацини и други италијански националисти. Његова мајка, Мари Метонје, била је францускиња. Одушевљени Немачком револуцијом 1848. године, родитељи су га назвали Фриц Вилфрајд, што је касније постало Вилфредо Парето, након што се његова породица вратила у Италију 1858. године, за време његовог детињства.
Парето је живео у окружењу друштва средње класе, али имао је висок стандард образовања . Године 1869, стекао је докторат у инжењерству садашњег Политехничког универзитета у Торину (тада Техничка школа за инжењере). Његова дисертација је названа „Основни принципи равнотеже у чврстим телима“.

### Од грађевинског инжењера до либерала, а затим економисте
Неколико година након дипломирања радио је као грађевински инжењер, прво за италијанску државну железничку компанију, а касније у приватној индустрији. Био је директор железаре Сан Ђовани Валдарно, а касније генерални директор италијанске железаре.
Није започео озбиљан посао у економији до средине својих четрдесетих. Каријеру је започео као ватрени либерал, победивши најревносније британске либерале својим нападима на било који облик државне интервенције на слободном тржишту. Године 1886. постао је предавач економије и менаџмента на Универзитету у Фиренци. Његов боравак у Фиренци је обележен политичким активностима, које су махом подстакнуте његовим фрустрацијама у вези са владиним регулаторима. Током 1889. године, након смрти његових родитеља, мења начин живота, даје отказ и жени се рускињом, Алесандрином Бакуњином. Она га напушта 1902. године због младог слуге.

### Економија и социологија
Године 1893, сменио је Леона Валраса са столице политичке економије на Универзитету у Лозани, у Швајцарској, где је остао до краја живота. Године 1906. је направио чувену констатацију да 20% становништва поседује 80% имовине у Италији, што је касније генерализовано у „Паретовом принципу“ Јозефа Јурана(такође званом „правило 80-20“). У једној од својих књига, објављених 1909, он приказује „Паретову дистрибуцију“ о томе како се богатство дистрибуира, како он верује, „кроз било које људско друштво, у сваком животном добу, или земљи“. Одржавао је блиске односе са појединим социјалистима, али је увек мислио да су њихове економске идеје делимично погрешне. Касније је постао сумњичав око њихових хуманитарних мотива и осудио је социјалистичке лидере као "аристократске разбојнике" који су претили пљачком земље и критиковали владу Ђованија Ђолитија, јер није заузео оштрији став против ударника. Пораст немира међу радницима у Италији га је довео до анти-социјалистичког и анти-демократског логора. Његов став према фашизму у његовим последњим година је ствар контроверзе.

### Приватан живот
Године 1923. се Парето поново жени са Жан Режис, пре него што је умро у Женеви 19. августа исте године у мачјем зверињаку, који су он и његова љубавница чували у својој вили. Локални суд за развод га спречава да се разведе од жене и поново ожени само неколико месеци пре његове смрти.

## Социологија
Парето је своје последње године провео у прикупљању материјала за свој најпознатији рад, „Trattato di sociologia generale“, 1916. Његов последњи рад је „Compendio di sociologia generale“, 1920. У свом делу „Trattato di sociologia generale“, објављеном на енглеском језику, у четворотомном издању који је уредио Артур Ливингстон под насловом „Ум и друштво“(1935), Парето је развио идеју о циркулацији елита, прву теорију социјалног циклуса у социологији. Парето је познат по речима „историја је гробље аристократије“.
Парето се окренуо социологији да би разумео зашто његове апстрактне математичке економске теорије нису успеле у пракси, у уверењу да је интервенисао непредвиђене или неконтролисане социјалне факторе. Његова социологија сматра да су многе друштвене акције нелогичне и да су многе личне акције дизајниране да дају лажну логику нерационалним акцијама. Како он каже, ми смо вођени неким „остацима“ и извођењима из тих „остатака“. Важније од овог има везе са конзервативизмом и преузимањем ризика, а људска историја је прича о алтернативној доминацији ових осећања у владајућој елити, која ступа на снагу у конзервативизму, али постепено се мења у филозофију „лисица“ или шпекуланата. Катастрофа резултује повратком на конзервативизам : следи „лав“ менталитет. Овај циклус може бити прекинут употребом силе, каже Парето, али елита постаје слаба, хуманитарна и зазире од насиља.
Паретову социологију су представили у САД Џора Хоманс и Лавренс Хендерсон на Харварду где је имала значајан утицај, посебно на харвардског социолога Талкота Парсонса, који је развио системски приступ у друштву и економији што потврђује да је статус кво обично функционалан. Парето је доживотни противник марксизма.

## Фашизам и расподела снаге
Паретово откриће да се снажан закон примењује на расподелу прихода, уплиће га у политичке промене и настајање фашистичког покрета, без обзира на његову одлуку да ли је на страни фашиста или не. Фашисти попут Бенита Мусолинија нашли су инспирацију за своје економске идеје у његовим открићима. Он је открио нешто што је било грубо и „дарвински“ у Паретовом мишљењу. То је подстакло и бес и енергију фашистичког покрета, јер је подстакао њихове економске и социјалне ставове.
Парето је тврдио да је демократија била илузија и да је владајућа класа увек присутна и да се богати. За њега је кључно питање колико су владари активно владали. Из тог разлога је позвао на драстично смањење државе и поздравио Мусолинијеву владавину као прелазак на ову минималну државу, како би се ослободили „чисте“ економске снаге.
Карл Попер га је назвао теоретичарем тоталитаризма, али нема доказа у његовим објављеним радовима да је читао детаљно Паретова дела пре него што је поновио оно што је тада била честа, али сумњива процена у анти-фашистичким круговима.
Тачно је да је Парето сматрао Мусолинијев тријумф потврдом неких од његових идеја, углавном због тога што је Мусолини показао значај силе и што је делио његов презир према буржоаском парламентаризму. Он је прихватио краљевску номинацију италијанског сената од Мусолинија, али је умро за мање од годину дана од постојања новог режима.
Многи савремени историчари одбацују да је Паретов став суштински био фашистички или да се он сматра присталицом фашизма.

## Економски концепти
Парето је променио свој интерес о економским питањима и постао је заговорник слободне трговине, али се нашао у потешкоћама са италијанском владом. Његови списи одражавају идеје Леона Валраса да је економија у суштини математичка наука. Парето је био директор Лозанске школе и представљао је другу генерацију неокласичне револуције. Његов „укуси и препреке“ приступ општој теорији равнотеже је васкрсао током 1930-их и утицао је на теорију економије. У свом делу „Приручник политичке економије“ из 1906. године, ставио је фокус на равнотежу у погледу решења појединих проблема „циљева и ограничења“. Он је користио криве индиферентности интензивно, за теорију потрошача и у својој теорији произвођача. Он је дао прву презентацију кутије компромиса сада познате као „Edgeworth-Bowley“ кутија. Парето је први схватио да је кардинална корисност могла да се изостави и мисао о економској равнотежи у смислу редне корисности - то јест, да није било потребно да зна колике особа има вредности овог или оног, само да је преферирао X овога и Y онога. Корисност је предност - наручивање. Уз то, Парето не само да инаугурише модерну микроекономију, него и демолира савез економије и утилитарне филозофије (која позива на највеће добро за највећи број; Парето каже да „добро“ не може да се измери). Он је замењен са појмом „Паретова оптималност“, идејом да систем ужива у максималном економском задовољству када ником не може бити боље, а да притом, неком другом не чини лошије. Паретова оптималност се широко користи у економији благостања и теорији игара. Стандардна теорема је да савршено конкурентно тржиште ствара расподелу богатства која је Парето оптимална.

### Концепти
Неки економски концепти су у употреби на основу његовог рада.
1. Парето индекс је мера неједнакости у расподели дохотка. Он је тврдио да је у свим земљама и временима, расподела прихода и богатства веома искривљена, са чињеницом да неколико држи највећи део богатства. Он је тврдио да сва посматрана друштва прате логаритамски образац : log N = log A + m log x ; где је „N“ број људи са богатством већим од „x“, а „A“ и „m“ су константе. Током година, Паретов закон се показао изузетно близу посматраних података.

1. Паретов графикон је посебна врста хистограма, који се користи да би се увидели узроци проблема тежине од највећег до најмањег. То је статистички алат који графички приказује Паретов принцип или правило 80-20.
2. Паретов закон се одности на расподелу прихода.
3. Паретова дистрибуција је расподела која се користи, између осталог, као математичка реализација Паретовог закона.
4. Благостање је мера чистог економског задовољства.

## Најзначајнија дела
- Vilfredo Pareto. Cours d'Économie Politique Professé a l'Université de Lausanne. Vol. I, 1896; Vol. II, 1897.
- Vilfredo Pareto. Les Systèmes Socialistes. 1902.
- Vilfredo Pareto. Manual of Political Economy. 1906.
- Vilfredo Pareto. Trattato Di Sociologia Generale (4 vols.). G. Barbéra, 1916.